# Karapinar
Karapinar és una ciutat i districte de la província de Konya a la regió d'Anatòlia central de Turquia. Segons el cens de l'any 2000, la població del districte era 55,734 dels quals 35,285 viuen en la ciutat de Karapinar.

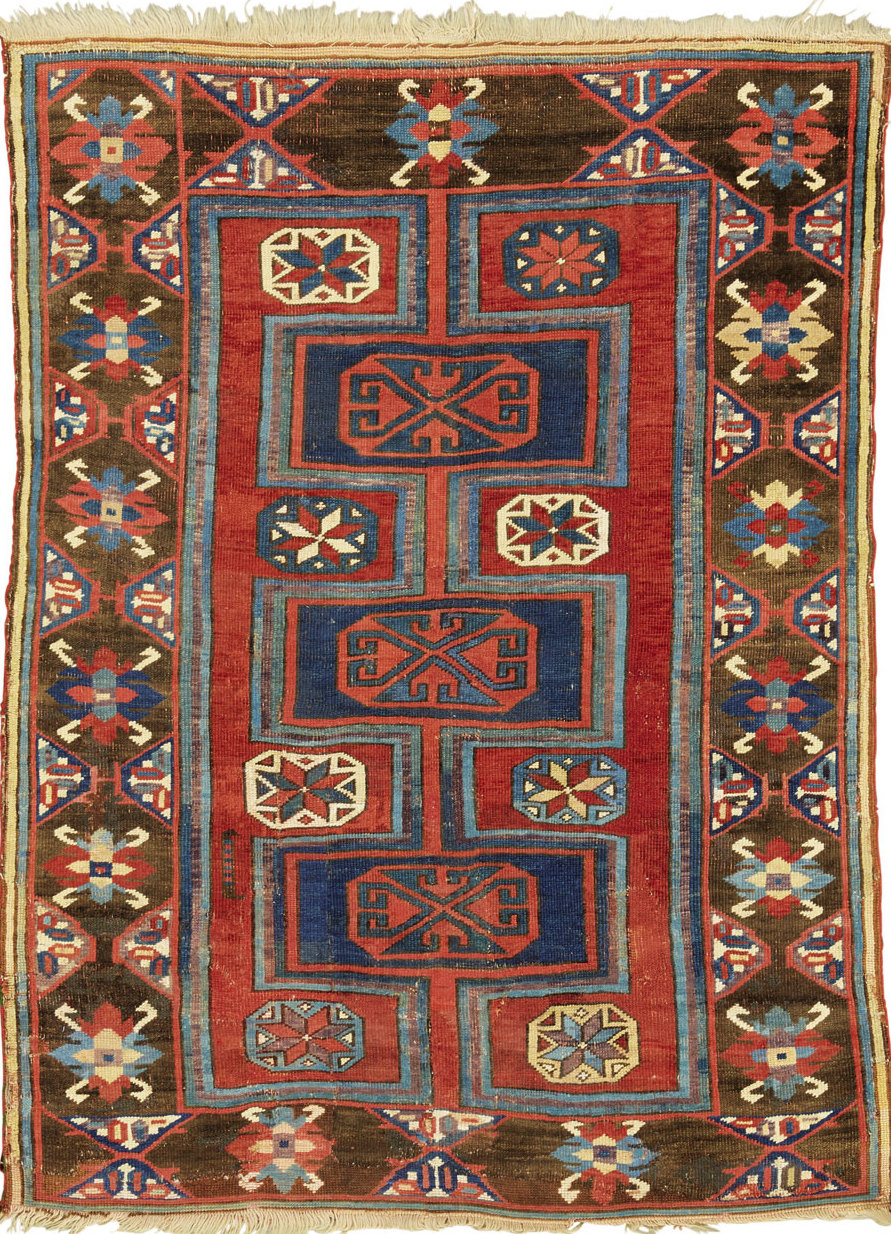
Catifa de Karapinar,.